# ابراهیم بن عبدالرحمان کرکی
ابراهیم بن عبدالرحمان کَرَکی با کُنیهٔ ابوالوفاء و لقب برهان‌الدین (۱۴۳۲–۱۵۱۶م) فقیه حنفی و قاضی مصری بود. خاستگاهش کرک، در شرق اردن بوده و خود زادهٔ قاهره است و همان‌جا غرق‌شده در نیل درگذشت. نزد علمای مصر دانش آموخت و به قای‌تابای پیوست و از خاصان او بود. همراه او به قدس، دمشق و حجاز وارد شد. در سال ۸۸۶ق اعتزال گزید و به فتوا و آموزش پرداخت. در سال ۹۰۳ق، قاضی حنفی‌ها شد و در ۹۰۶ق از این منصب عزل شد. فیض المولی الکریم و حاشیه علی توضیح ابن هشام از آثار اوست.